# 小倉斉
小倉 斉（おぐら ひとし、1951年5月 - ）は、日本の日本文学研究者。専門は森鷗外をはじめとした近現代文学。学位は、文学修士（早稲田大学）。元愛知淑徳大学文学部国文学科教授。

## 経歴
岐阜県出身。1974年、早稲田大学教育学部国語国文学科卒業、1977年、早稲田大学大学院文学研究科日本文学専攻修士課程修了（文学修士）。岐阜県立高校教員を経て、1983年、愛知淑徳短期大学専任講師。1988年、同短期大学国文学科助教授、1993年同教授。1998年、愛知淑徳大学文学部国文学科教授。2022年、同大学を定年退職。
愛知県の10年経験者教員研修をはじめとして、「名古屋市教員育成指標等に係るあり方懇親会」委員や「愛知県教員の資質向上に関する指標策定等協議会」委員などを歴任し、愛知県の教育行政に貢献した。

## 著作リスト

### 著書

#### 単著
- 『森鷗外、創造への道程』（春風社、2022年2月）ISBN 978-4-86110-789-4

#### 編纂書
- 2003年12月『夜窓鬼談』（石川鴻斎著、高柴慎治との共編著、春風社）[注釈 1]
  - 2005年9月 「轆轤首」（小倉訳）が『妖怪文藝 巻之壱 モノノケ大合戦』（東雅夫編, 小学館文庫）に再録。
  - 2009年8月 「驚狸」（小倉訳）が『文豪てのひら怪談』（東雅夫編, ポプラ文庫）に再録。

#### 共著
- 1982年『資料による近代日本文学 論説・評論・隨想』（共著、明治書院）―担当部分：「井尻正二・板坂元」
- 1992年『民友社文学・作品論集成』（共著、三一書房）―担当部分：「新聞記者之十年間(平田久)」
- 1997年『講座森鴎外2 鴎外の作品』（共著，新曜社） ―執筆部分:「「三人冗語」「雲中語」の森鴎外−《合評》形式の意味をめぐって」[4]。
- 1997年『森鴎外『スバル』の時代』（共著，双文社出版） ―執筆部分:「明治四二年の鴎外一面−小説の方法への模索−」
- 2001年『森鷗外論集 出会いの衝撃』（共著，新典社） ―執筆部分:「《合評》という名のドラマ「三人冗語」」
- 2002年『20世紀の戯曲Ⅱ 現代戯曲のの展開』（共編、社会評論社）―担当部分：「真船豊「中橋公館」」
- 2012年7月『森鷗外小倉時代の業績 森鷗外生誕150年記念』（共著, 北九州森鷗外記念会） ―執筆部分：「小倉時代における森鷗外の一面」
- 2014年7月『森鴎外と美術』（共著, 双文社出版） ―執筆部分：Ⅲ 人と制度「森鴎外と久米桂一郎」
- 2021年1月 『森鷗外宛書簡集 文京区立森鷗外記念館所蔵 3 (う-お編)』（共調査・共著, 文京区立森鷗外記念館企画・編集） ―執筆：「鷗外宛書簡に見る出会いのドラマI―魯庵・紅葉と鷗外の文人的交響―」「鷗外宛書簡に見る出会いのドラマII―鷗外・愕堂の心理的共鳴―」

### 雑誌等掲載 主要論文

#### 森鷗外関係
- 1980年5月 「鴎外――初期文学評論活動の一側面」（『文藝と批評』44）
- 1981年4月 「文学者鷗外の出発―「小説論」発表の意図をめぐって」（『信州白樺』[注釈 2]41・42合併号）
- 1981年11月 「『青年』論―構造上の破綻をめぐって―」（『文藝と批評』46）
- 1983年7月 「鷗外と廃娼問題」（『信州白樺』53・54・55合併号）
- 1983年12月 「「文学と自然」論争における鷗外―「『文学ト自然』ヲ読ム」の残した課題―」（『淑徳国文』25）
- 1994年2月 「明治文学における《浦島説話》の再生―露伴、鷗外、逍遙を中心に(一) ―」（『淑徳国文』35）
- 1999年6月 「『高瀬舟』を読む―庄兵衛の眼差しが捉えたもの―」（『月刊国語教育』）
- 1998年6月 「森鴎外と1910年代」(口頭発表，日本社会文学会1998年度春季大会 於早稲田大学）
- 2012年12月 「小倉時代における森鴎外の一面」（『森鴎外 小倉時代の業績』北九州森鴎外記念会/編）
- 2013年3月 「《合評》という名の文芸時評――『めさまし草』『藝文』『萬年艸』における森鷗外」（『愛知淑徳大学国語国文』36）
  - 2019年5月 『国文学年次別論文集 近代2平成25(2013)年』（学術文献刊行会/編集、朋文出版）収録

ほか

#### 澁澤龍彦関係
- 2002年3月 「『唐草物語』の中の｢私｣｣（『愛知淑徳大学論集—文学部・文学研究科篇—』27）
- 2005年3月 「「ぼろんじ」（『ねむり姫』所収）を読む-＜超越＞に向かう旅-」（『愛知淑徳大学論集-文学部・文学研究科篇-』30）
  - 2008年3月 『国文学年次別論文集 近代4平成17(2005)年』（学術文献刊行会/編集、朋文出版）収録
- 2007年3月 「『六道の辻』と「マカベ」、あるいは「マカベ踊」」（『愛知淑徳大学国語国文』30）
- 2008年5月 「澁澤龍彦、没後二〇年目の再生」（『日本近代文学』78）
- 2017年3月 「「女体消滅」論――物体から形象へ」（『愛知淑徳大学論集 文学部・文学研究科篇』42）
- 2017年3月 「澁澤龍彥『ねむり姫』を読む」（『愛知淑徳大学国語国文』40）
- 2021年3月 「『高丘親王航海記』を読む――澁澤龍彥の最後の旅を追って」（『愛知淑徳大学論集 文学部・文学研究科篇』46別冊）

#### その他
- 1976年 「谷崎潤一郎の探偵小説・犯罪小説」（『近代文学 研究と資料』2）
- 1997年2月 「倉橋由美子論－《妖女》から《老人》へ－」（『淑徳国文』38）
- 2001年3月 「『草枕』を読む―作中のポリフォニー性と<画>の成就」（『愛知淑徳大学国語国文』24）
  - 2003年12月 『国文学年次別論文集 近代2平成13(2001)年』（学術文献刊行会/編集、朋文出版）収録
- 2001年9月 「「ローカルカラー」という名の描写」（『徳田秋聲全集』第2期第24巻〈月報24〉八木書店）
- 2005年8月 「『夜窓鬼談』の物語世界」（『新日本古典文学大系・明治編）』第三巻「漢文小説集」〈月報18〉岩波書店）
- 2014年3月 「『妖婆』論－芥川龍之介の〈神〉、その黒い微笑－」（『愛知淑徳大学論集—文学部・文学研究科篇—』39）
- 2014年3月 「世界が眠ると言葉が眼を覚ます―詩人・寺山修司の〈言葉〉―」（『愛知淑徳大学大学院文化創造研究科紀要』1）
- 2021年3月 「龍膽寺雄の挑戦―「放浪時代」を中心に―」（『愛知淑徳大学大学院文化創造研究科紀要』8）

## 所属学会
- 日本近代文学会
- 日本社会文学会
- 日本文学協会
- 昭和文学会